# Massacre d'Ein al-Zeitoun
Le massacre d’Ein al-Zeitoun survient le 2 mai 1948 lorsque la brigade Yiftah du Palmach exécute plusieurs dizaines d’habitants du village arabe palestinien d’Ein al-Zeitoun dans le cadre de ce qu’Illan Pappé nomme « le nettoyage ethnique de la Palestine » par les Israéliens.

## Contexte
En 1948, la Palestine est une colonie indirecte britannique, par l’intermédiaire d’un mandat de la Société des Nations. Devant la difficulté de maintenir l’ordre face à l’activisme des milices sionistes (Lehi et Irgoun), la puissance mandataire annonce en février 1947 qu’elle transmet son mandat à l’organisation des Nations unies, dont l’assemblée générale se saisit de la question. Immédiatement après l’annonce du plan de partage de la Palestine de l’ONU, en novembre 1947, les affrontements entre Arabes (1,2 million de chrétiens et de musulmans) et Juifs (environ 600 000) éclatent. Du côté du Yichouv, un plan de conquête et d’expulsion des villages arabes est conçu petit à petit : le plan Daleth. La version finale n’est rédigée qu’en mars 1948, mais ses mesures sont mises en application dès décembre 1947.
Côté arabe, deux types de forces défendent les lieux de vie arabes avant le 15 mai 1945 : l’armée de libération arabe, formée de volontaires mal armés, et les milices villageoises, armées de bric et de broc.
En 1948, la population du village est estimée à 951 habitants. Faisant partie du sous-district de Safed, Ein al-Zeitoun occupait une position stratégique, proche de la ville de Safed et la dominant. L’opération Matateh (balai en hébreu moderne) vise à nettoyer les villages arabes sur la route de Safed à Tibériade, dans le nord-est de la Palestine. Les relations entre les Arabes du village et les colons juifs de la région sont difficiles dans les années 1930-1940, les premiers s’opposant aux politiques d’achat de terres des seconds. Au moment du massacre, la Haganah n’avait pas encore de camps pour enfermer les prisonniers de guerre.

## Guerre de 1948: expulsion, massacre et destruction

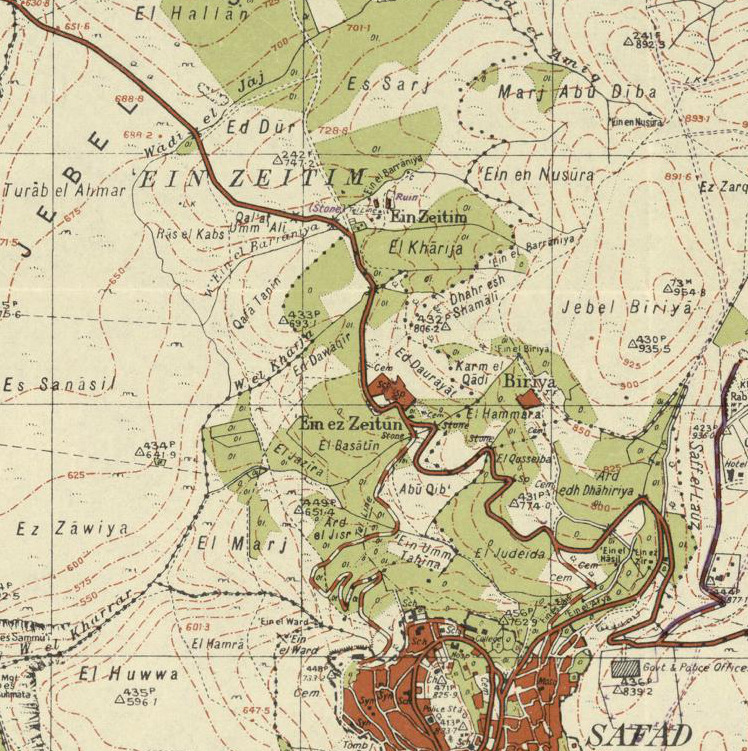
Carte de la région de Safed, localisant le village d’Ein al-Zeitoun.

La première attaque des milices sionistes contre le village date du 3 janvier 1948 ; il s’agit d’un raid classique, à l’aube : un habitant est tué, quatre maisons détruites à l’explosif. Un incendie continue de brûler dans les environs toute la journée. Selon Pappé, la guerre est l’occasion pour les colons juifs de régler de vieux comptes entre eux et les habitants d’Ein al-Zeitoun.
D’après Ilan Pappé, les milices sionistes suivaient une politique de massacres autour des centres urbains afin d’accélérer la fuite des Arabes des villes ; c’est le cas de Nasir al-Din près de Tibériade, Ein al-Zeitoun près de Safed et de al-Tira (en) près de Haïfa. Dans tous ces villages, des groupes d’« hommes de 10 à 50 ans » sont exécutés afin de terroriser les habitants des villages et des villes proches
L’opération de conquête et d’expulsion du village est commandée par Moshe Kelman, qui commandait aussi lors des massacres à al-Khisas, Sa'Sa' et Husseiniya (en).
Les troupes du Palmach s’emparent d’Ein al-Zeitoun le 2 mai 1948 (ou le 1er mai selon d’autres sources). L’attaque commence à 3 heures du matin par un barrage d’artillerie effectué par 11 mortiers sur le village, puis par l’assaut de deux sections d’infanterie. La plupart des hommes jeunes ou mûrs venaient de fuir le village selon Khalidi ; selon l’encyclopédie de la Question palestinienne, ce sont les hommes armés qui ont décidé d’un retrait tactique, laissant le reste des habitants au village. Les hommes sont séparés du reste de la population, qui est expulsée, la troupe sioniste effectuant des tirs au-dessus des têtes pour accélérer le mouvement. Parmi les hommes, 37 sont sélectionnés au hasard et retenus prisonniers. Selon Ilan Pappé, ils ne sont pas sélectionnés au hasard mais par des officiers du renseignement de la Haganah, qui utilisaient une liste figurant dans les dossiers Village établis préalablement et recouraient à des informateurs cagoulés.
Ces 37 sélectionnés font probablement partie des 70 personnes officiellement mortes dans le village, dont de nombreuses massacrées dans un ravin entre Ein al-Zeitoun et Safed sur ordre de Moshe Kelman, commandant du troisième bataillon du Palmach. Selon Benny Morris, il aurait eu du mal à trouver des hommes pour abattre les villageois, mais en aurait finalement trouvé deux ; il ordonne aussi de détacher les mains de leurs victimes, pour cacher le fait qu’ils avaient été exécutés de sang-froid. Le reste de la population est expulsé dans les jours suivants, après avoir été dépouillée de ses biens. Rashid Khalil est tué après qu’un groupe d’habitants ait tenté de revenir au village,,,. Les maisons sont incendiées ou brûlées par les sapeurs du Palmach les 2 et 3 mai, afin d’empêcher les retours et de terroriser les habitants de Safed qui pouvaient voir la destruction du village.

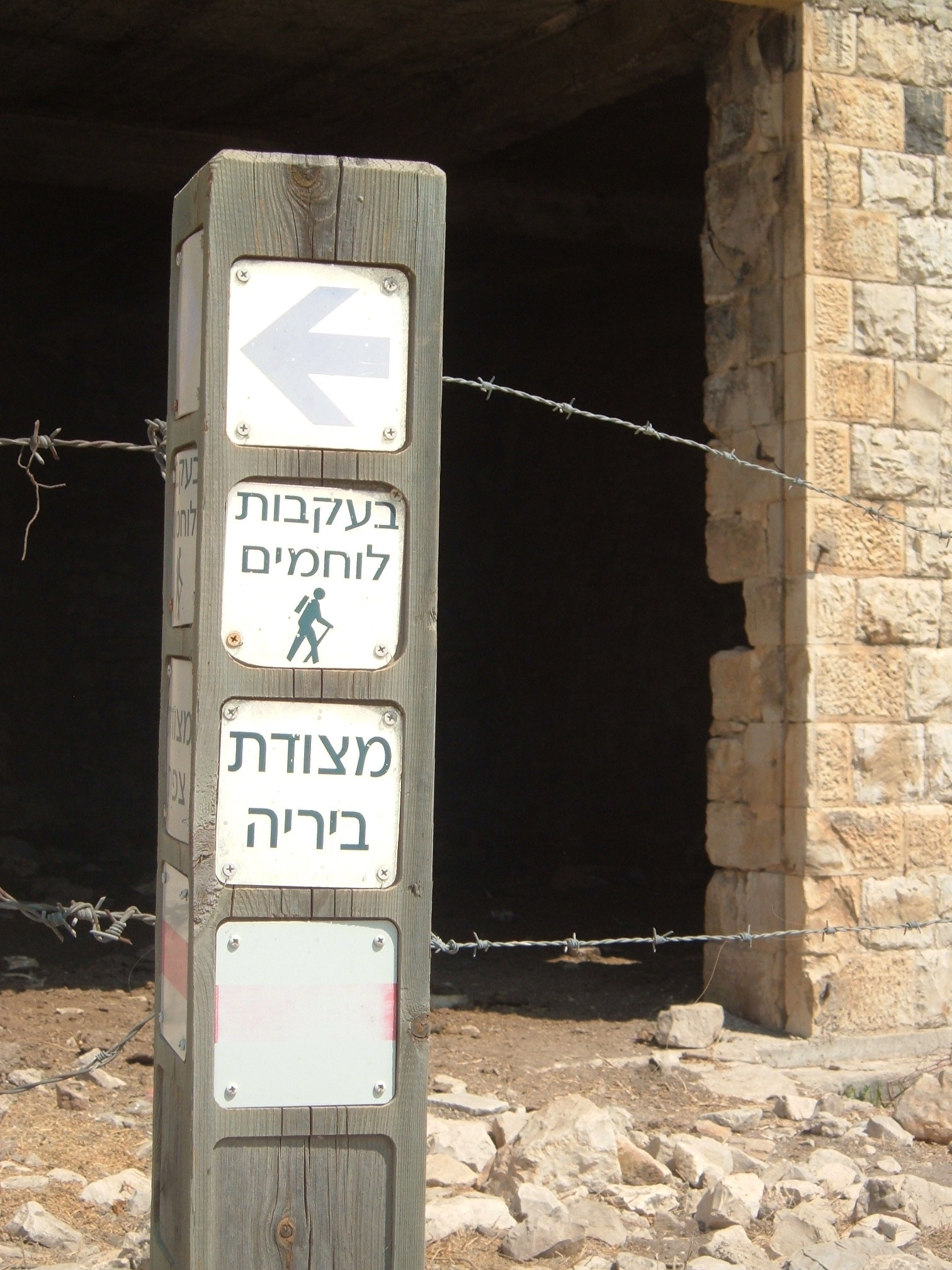
Poteau indicateur du chemin des guerriers, de Birya à Safed, sentier de randonnée israélien passant par Ein al-Zeitoun(2007).

Hans Lebrecht (de), chargé de faire des travaux hydrauliques à côté du village d’Ein al-Zeitoun fin mai, qu’on lui avait dit « abandonné », a témoigné sur ce qu’il a vu. Il a visité les ruines du village où il a vu de nombreux corps sous les décombres des maisons détruites, de femmes et d’enfants notamment, près de la mosquée. Il est intervenu auprès de l’armée pour qu’elle brûle les corps. Ilan Pappé, à partir de ce témoignage et d’autres, estime que le nombre de morts est beaucoup plus élevé que les 70 généralement retenus.

## Conséquences
En 1992, l’historien Walid Khalidi décrit le site du village ainsi : « Les ruines des maisons détruites sont dispersées sur le site, qui est envahi par les oliviers et les cactus. Quelques maisons abandonnées subsistent, quelques unes avec des entrées sous arc et de hautes fenêtres avec différentes arches pour les soutenir. Dans l’entrée de l’une d’elles, la pierre lisse est gravée d’une calligraphie arabe, une particularité de l’architecture palestinienne. Le puits et la source subsistent aussi ». En 2004, les restes de la mosquée ont été convertis en ferme laitière, le propriétaire juif ayant retiré la pierre indiquant la date de fondation et couvert les murs de graffitis en hébreu.
En 1998, le nombre des réfugiés descendant des habitants d’Ein el-Zeitoun expulsés en 1948 est estimé à 5841.

## Dans l’art
Ilan Pappé relève que ce massacre est un des mieux connus de tous les massacres de Palestiniens en 1948 ; il a notamment été l’objet de trois œuvres d’art.
Les histoires orales ont fourni le matériau de base au livre de 1998 d’Elias Khoury, Bab al Shams (Porte du Soleil), porté à l’écran en 2004,.
L’autrice israélienne Netiva Ben-Yehuda (en) était présente au village au moment du massacre ; voici ce qu’elle en écrit : « Mais Yehonathan continua de hurler, et soudainement tourna le dos à Mairke, et marcha furieusement, tout en continuant de se plaindre : "Il est sorti de mon esprit ! Des centaines de gens sont couchés là, attachés ! Va et tue-les ! Va et tue des centaines de personnes ! Un fou tue les gens attachés comme ça et seul un fou gaspille toutes ses munitions comme ça !... Je ne sais pas ce qu’ils ont en tête, qui vient les inspecter, mais je comprend qu’il devient urgent de détacher ces nœuds sur les mains et les jambes de ces prisonniers de guerre, et alors je réalise qu’ils sont tous morts, "problème résolu" ».